# Hanna Sawienia
Hanna Anatoljeuna Sawienia-Sarkut (ur. 15 maja 1988) – białoruska zapaśniczka walcząca w stylu wolnym. Zajęła 26. miejsce na mistrzostwach świata w 2011. Brązowa medalistka mistrzostw Europy w 2011, a także wojskowych MŚ w 2017. Jedenasta na Uniwersjadzie w 2013 roku.